# Lycoriella
Lycoriella is een muggengeslacht uit de familie van de rouwmuggen (Sciaridae).

## Soorten
- L. abbrevinervis (Holmgren, 1869)
- L. aberrans Tuomikoski, 1960
- L. acutostylia Mohrig & Menzel, 1990
- L. agraria (Felt, 1898)
- L. aliena (Winnertz, 1867)
- L. approximatonervis (Frey, 1948)
- L. auripila (Winnertz, 1867)
- L. brevicubitalis (Lengersdorf, 1926)
- L. brevipetiolata (Shaw, 1941)
- L. brevipila Tuomikoski, 1960
- L. caesar Johannsen, 1929
- L. castanescens (Lengersdorf, 1940)
- L. cellaris (Lengersdorf, 1934)
- L. cochleata (Rübsaamen, 1898)
- L. complexa Rudzinski & Baumjohann, 2009
- L. conglomerata (Pettey, 1918)
- L. conspicua (Winnertz, 1867)
- L. dearmata Mohrig & Krivosheina, 1987
- L. eflagellata Tuomikoski, 1960
- L. fatigans (Johannsen, 1912)
- L. felix (Schmitz, 1919)
- L. freyi Tuomikoski, 1960
- L. gerbatshevskayae Antonova, 1975
- L. gigastyla Mohrig & Menzel, 1992
- L. globiceps (Becher, 1886)
- L. hiemalis Mohrig & Mamaev, 1985
- L. inconspicua Tuomikoski, 1960
- L. inflata (Winnertz, 1867)
- L. ingenua (Dufour, 1839)
- L. janetscheki (Lengersdorf, 1953)
- L. jauva (Rapp, 1946)
- L. laevigata (Lengersdorf, 1926)
- L. latilobata Menzel & Mohrig, 2000
- L. latistyla Freeman, 1987
- L. lundstromi (Frey, 1948)

- L. lycorielloides (Mohrig & Krivosheina, 1985)
- L. mali (Fitch, 1856)
- L. micria Mohrig & Menzel, 1990
- L. minutula Mohrig & Krivosheina, 1987
- L. modesta (Staeger, 1840)
- L. multiseta (Felt, 1898)
- L. pallidior Tuomikoski, 1960
- L. parva (Holmgren, 1869)
- L. permutata (Lundbeck, 1901)
- L. polaris Mohrig & Mamaev, 1985
- L. polychaeta (Pettey, 1918)
- L. postconspicua Mohrig, 1985
- L. proconspicua Mohrig, 1985
- L. riparia (Holmgren, 1883)
- L. sativae (Johannsen, 1912)
- L. secundaria Mohrig & Menzel, 1990
- L. similans (Johannsen, 1925)
- L. stylata Mohrig & Mamaev, 1985
- L. suboptica Mohrig & Mamaev, 1990
- L. subpermutata Mohrig & Mamaev, 1990
- L. subterranea (Märkel, 1844)
- L. thuringiensis Menzel & Mohrig, 1991
- L. trifolii (Pettey, 1918)
- L. venosa (Staeger, 1840)
- L. ventrosa (Lengersdorf, 1941)
- L. vitticollis (Holmgren, 1883)